# Chu Jung-hyun
Đây là một tên người Triều Tiên, họ là Chu.
Chu Jung-Hyun (tiếng Hàn: 추정현, sinh ngày 28 tháng 1 năm 1988) là một cầu thủ bóng đá Hàn Quốc hiện tại thi đấu cho đội bóng tại Giải Quốc gia Hàn Quốc Mokpo City FC. Các câu lạc bộ trước đó của anh gồm đội bóng tại K League Gangwon FC, đội bóng tải Giải Quốc gia Yongin City FC và Daejeon KHNP.
Ngày 20 tháng 11 năm 2008, Gangwon tuyển Chu trong đợt tuyển quân K League 2009. Anh có màn ra mắt cho Gangwon trước Daegu FC từ ghế dự bị vào ngày 8 tháng 4 năm 2009 trong trận đấu tại cúp liên đoàn. Từ mùa giải 2010, anh gia nhập đội bóng tại Giải Quốc gia Hàn Quốc Yongin City FC.

## Thống kê sự nghiệp câu lạc bộ
Tính đến cuối mùa giải 2012
| Thành tích câu lạc bộ | Thành tích câu lạc bộ | Thành tích câu lạc bộ  | Giải vô địch | Giải vô địch | Cúp     | Cúp       | Cúp Liên đoàn | Cúp Liên đoàn | Tổng cộng | Tổng cộng |
| Mùa giải              | Câu lạc bộ            | Giải vô địch           | Số trận      | Bàn thắng    | Số trận | Bàn thắng | Số trận       | Bàn thắng     | Số trận   | Bàn thắng |
| Hàn Quốc              | Hàn Quốc              | Hàn Quốc               | Giải vô địch | Giải vô địch | Cúp KFA | Cúp KFA   | Cúp Liên đoàn | Cúp Liên đoàn | Tổng cộng | Tổng cộng |
| --------------------- | --------------------- | ---------------------- | ------------ | ------------ | ------- | --------- | ------------- | ------------- | --------- | --------- |
| 2009                  | Gangwon FC            | K League               | 0            | 0            | 1       | 0         | 2             | 0             | 3         | 0         |
| 2010                  | Yongin City FC        | Giải Quốc gia Hàn Quốc | 25           | 2            | 2       | 0         | -             | -             | 27        | 2         |
| 2011                  | Yongin City FC        | Giải Quốc gia Hàn Quốc | 23           | 1            | 1       | 0         | -             | -             | 24        | 1         |
| 2012                  | Daejeon KHNP          | Giải Quốc gia Hàn Quốc | 10           | 0            | 0       | 0         | -             | -             | 10        | 0         |
| Tổng cộng             | Hàn Quốc              | Hàn Quốc               | 58           | 3            | 4       | 0         | 2             | 0             | 64        | 3         |
| Tổng cộng sự nghiệp   | Tổng cộng sự nghiệp   | Tổng cộng sự nghiệp    | 58           | 3            | 4       | 0         | 2             | 0             | 64        | 3         |